# 皮斯勒
皮斯勒（法語：Pisseleu，法語發音：[pislø]）是法国瓦兹省的一个市镇，属于博韦区。

## 地理
皮斯勒（49°32'20"N, 2°3'37"E）面积2.88 平方千米，位于法国上法蘭西大區瓦兹省，该省份为法国北部内陆省份，北起索姆省，西接厄尔省和滨海塞纳省，南至塞纳-马恩省和瓦兹河谷省，东临埃纳省。
与皮斯勒接壤的市镇（或旧市镇、城区）包括：布利库尔、瑞维尼、泰兰河畔米伊、乌德伊、韦尔德雷勒-莱索克斯。

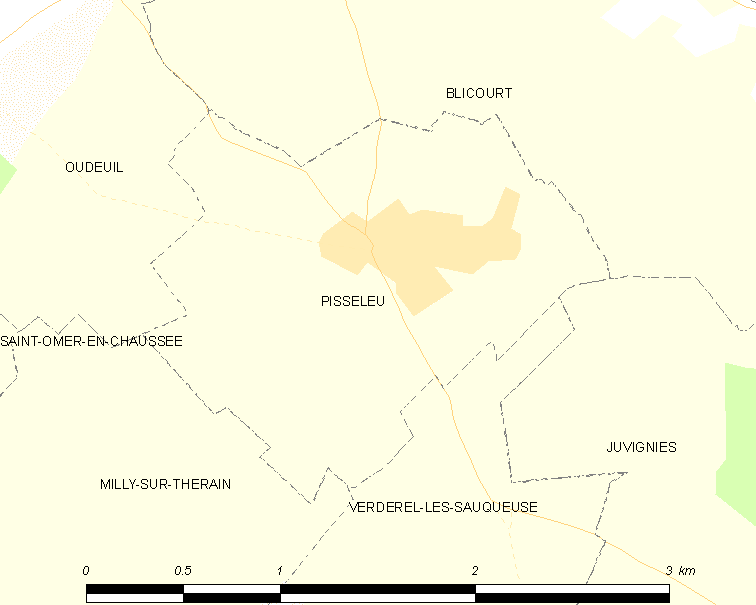
皮斯勒的OSM定位图

皮斯勒的时区为UTC+01:00、UTC+02:00（夏令时）。

## 行政
皮斯勒的邮政编码为60860，INSEE市镇编码为60493。

## 政治
皮斯勒所属的省级选区为格朗维利耶县。

## 人口

1962-2008年间皮斯勒人口变化图示

皮斯勒于2022年1月1日时的人口数量为518人。